# Jetix
Jetix a fost o marcă folosită pentru un grup de canale de televiziune și blocuri de programe axate copiilor între 4–14 ani, deținut de către Jetix Europe (în Europa și Orientul Mijlociu), Jetix Latin America (în America Centrală și de Sud) și de către ABC Television Group (în Statele Unite), toate fiind deținute de către Disney. În Statele Unite, Jetix a fost disponibil ca un bloc de programe difuzat pe Toon Disney, ce s-a lansat pe data de 14 februarie 2004, iar internațional, acesta era în general disponibil ca un canal de televiziune.

## Scurt istoric
Jetix a fost un canal de desene animate (în general pentru copii cu vârste cuprinse între 4 și 14 ani) și seriale pentru adolescenți.
Canalul de televiziune Jetix a fost lansat în România pe data de 1 ianuarie 2005. A fost al doilea post în limba română dedicat copiilor.
Jetix România și Bulgaria emiteau cu aceeași imagine, dar cu platforme audio diferite fiind disponibile mai multe limbi (chiar și engleză) pentru cei care aveau acces la televiziunea digitală. Reclamele erau în limba română și bulgară, fiecare țară auzind doar sunetul reclamelor care îi aparțin, celelalte reclame dacă erau în format digital aveau doar sunetele și melodia de fundal fără a se auzi vocea, iar dacă reclama nu era în format digital și nu putea reda sunet deloc intra o melodie folosită în trecut de Fox Kids sau o melodie mai recentă apărută în timpul postului Jetix.
Mai demult Jetix România și Rusia emiteau în același timp.
Postul de televiziune Fox Kids a fost apoi cumpărat și este deținut la ora actuală de Disney-ABC Television Group. În aprilie 2004, pe Fox Kids a fost lansat blocul de programe Jetix.
La 1 ianuarie 2005, Fox Kids a fost înlocuit de Jetix. Pe data de 11 august 2008, Jetix a început difuzarea unui bloc de programe Disney, numit Starurile Disney. Acesta a transmis serialele Kim Possible, Phineas și Ferb, Dragonul American și Hannah Montana. Filmul High School Musical a debutat pe 22 august 2008, iar High School Musical 2 pe 1 noiembrie 2008. Blocul Disney a fost valabil doar pentru România și Bulgaria.
Pe data de 8 iulie 2009, în România, Jetix a început să difuzeze clipuri promoționale care anunțau lansarea canalului Disney Channel în România. Acestea anunțau difuzarea sezonului 3 din Hannah Montana, a serialului Phineas și Ferb, precum și lansarea serialelor "Zack și Cody, ce viață minunată, Magicienii din Waverly Place, JONAS L.A. și a filmului Programul de protecție al prințeselor.
La data de 19 septembrie 2009, Jetix a fost închis, iar toate serialele au fost scoase din grilă. Disney Channel a început să emită cu propria sa grilă de seriale.
Motivul schimbării numelui a fost acela că Disney a achizitionat portofoliul de canale Jetix, compania hotărând să extindă canalele Disney Channel înlocuind canalele Jetix.
Ultimul canal Jetix rămas, cel din Rusia, a fost înlocuit de Disney Channel Rusia la 10 august 2010.

## Seriale
- A.T.O.M. (Alpha Teens On Machines)
- B.A.D. biroul de detectare a extraterestrilor
- Bufnița (serial TV)
- Câine Rău
- Ce-i cu Andy?
- Cei Patru Fantastici
- Copiii de la 402
- Dennis pericol public
- Diabolik
- Dosarele Secrete ale Câinilor Detectivi
- Familia Tofu
- Ferma Monștrilor
- Gadget și Gadgetinii
- Galactik Football
- H2O - Adaugă apă
- Iggy Arbuckle
- Inspectorul Gadget
- Jin Jin și patrula panda
- Jim Button
- Jimmy Cool
- Kid vs Kat
- Lumea lui Bobby
- Lumea lui Quest
- Mica sirenă
- Monster Buster Club
- Monster Warriors
- Naruto
- Noua Familie Addams
- Oban cursele stelare
- Omul de fier
- Orășelul Leneș
- Oracolul întunecat
- Paraziții Urbani
- Saban's Peter Pan
- Piloții Nascar
- Pinocchio
- Piratul Jack cel Teribil
- Pisoiul Eek
- Planet Sketch
- Pokémon: Diamond and Pearl
- Pokémon: DP Battle Dimension
- Power Rangers: Forța Mistică
- Power Rangers: Operațiunea Peste Limite
- Pucca
- Regele Shaman
- Robogândăcelul
- Sonic X
- Spiderman
- Spioanele
- Super Robot Monkey Team Hyperforce Go!
- Școala Shuriken
- Șoricelul de prerie
- Team Galaxy
- Transformers: Animated
- Tutenstein
- Viața cu Louie
- W.I.T.C.H
- Wunschpunsch
- Yin Yang Yo!